# شهرستان گوریس
شهرستان گوریس (ارمنی: Գորիսի շրջան) یکی از سی و هفت شهرستان  در تقسیم‌بندی جمهوری شوروی سوسیالیستی ارمنستان بود. مرکز این شهرستان گوریس بود. طبق سرشماری سال ۱۹۸۷ میلادی جمعیت آن بالغ بر تن و مساحت آن ۷۵۲ کیلومتر مربع بود. 

## مناطق مسکونی
- Ազատաշեն - լքված գյուղ
- آغبولاغ
- Այգեձոր - լքված գյուղ
- آراووس (Արևիս)
- Արզումանի Ձոր - ավերակ գյուղ
- بایاندور
- باردزراوان
- آکنر، سیونیک
- خناتساخ
- خندزورسک
- خوت
- خوزناوار
- کورنیدزور
- هالیدزور
- هارتاشن، سیونیک
- واناند، سیونیک
- کاشونی
- هارژیس
- Շահվերդլար - 1959 թվականից հետո ապաբնակեցվել է
- شینوهایر
- شورنوخ
- Պաշարաջուր - 1959 թվականից հետո լքվել է
- سوارانتس
- واغاتور
- وریشن
- تاتو (روستا)
- تغ
- دزوراک، سیونیک
- Ձորաշեն - լքված գյուղ
- کاراهونج
- کاراشن

## نگارخانه

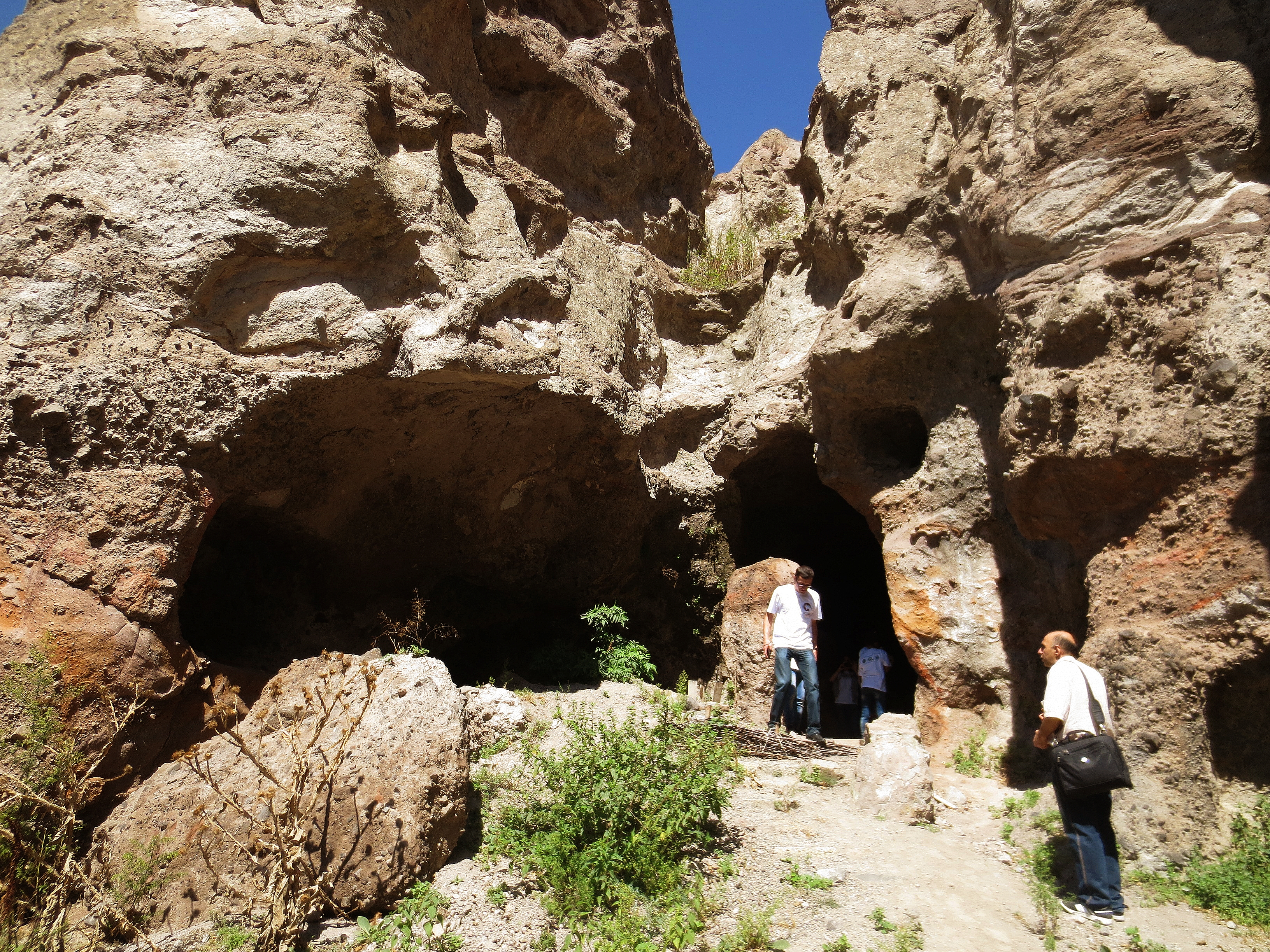
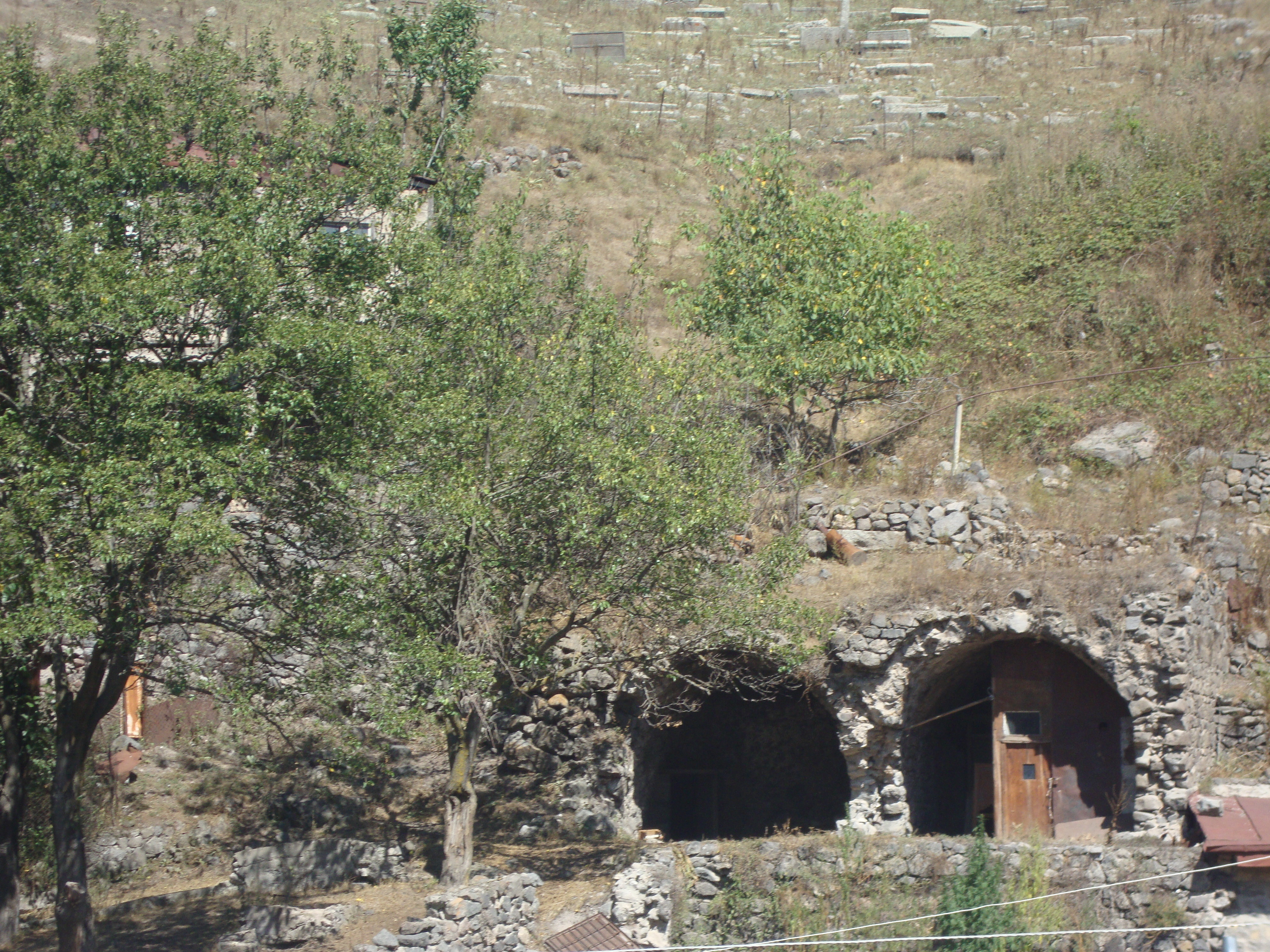